# Hillevi

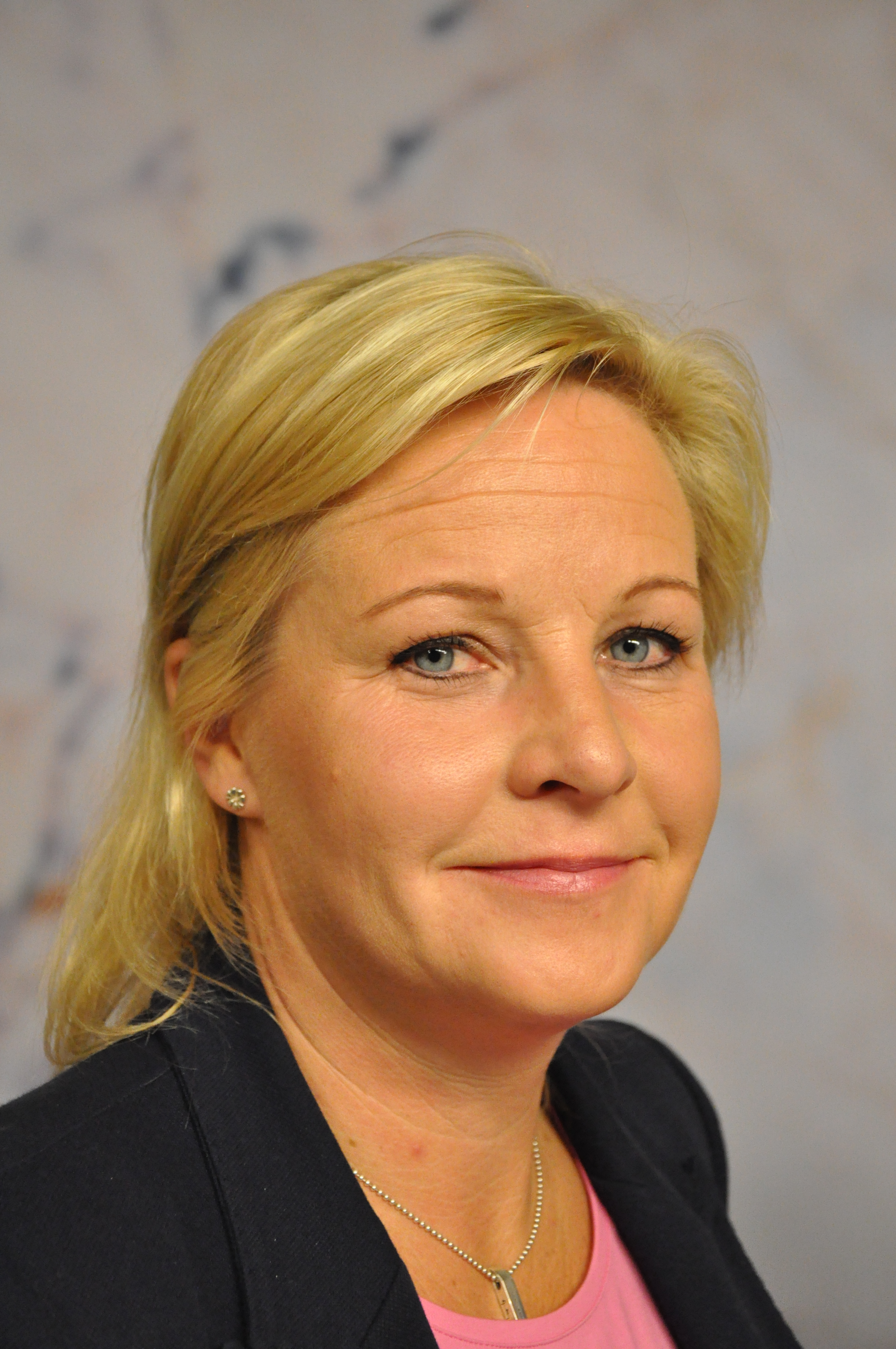
Hillevi Engström

Hillevi (även Hellevi) är en dansk form av det tyska namnet Helvig, ursprungligen Heilwig, sammansatt av orden heil (lycka) och wig (strid). Det äldsta belägget i Sverige är från år 1482.
Kortformer av Hillevi är bland andra Hilla (äldsta belägg i Sverige: 1364), Hille (äldsta belägg i Sverige: 1364), Hilly (äldsta belägg i Sverige: medeltid) och Hill (äldsta belägg i Sverige: 1887).
Den 31 december 2014 fanns det totalt 7 209 kvinnor folkbokförda i Sverige med namnet Hillevi, varav 1 773 bar det som tilltalsnamn. Motsvarande siffror för Hellevi var 740 respektive 71. Dessutom fanns det 66 kvinnor med namnet Hilla (tilltalsnamn: 40), 24 kvinnor med namnet Hille (tilltalsnamn: 17), 51 kvinnor med namnet Hilly (tilltalsnamn: 21) samt 34 kvinnor med namnet Hill (tilltalsnamn: 11).
Namnsdag i Sverige: 15 oktober  (sedan 2001, dessförinnan 13 augusti under hela 1900-talet), delas med Hedvig. I den finlandssvenska namnsdagslängden har Hillevi namnsdag 16 september sedan starten 1929, då en egen namnsdagskalender togs i bruk för finlandssvenskar. Från 1973 finns också parallellformen Hellevi i den finlandssvenska namnsdagskalendern.

## Personer med namnet Hillevi
- Hillevi Blylods, svensk operasångerska
- Hillevi Callander, svensk arkitekt
- Hillevi Engström, svensk politiker (m), f.d. statsråd
- Hillevi Ganetz, svensk forskare
- Hillevi Larsson, svensk politiker (s)
- Hillevi Löfvendahl, svensk psykiatriker
- Hillevi Martinpelto, svensk operasångerska
- Hillevi Rombin, svensk modell och skådespelare
- Hillevi Svedberg, svensk arkitekt
- Hillevi Wahl, svensk författare

## Fiktiva figurer med namnet Hillevi
- Hillevi, Bert-serien, Åkes styvmamma